# Prasophyllum suttonii
Prasophyllum suttonii är en orkidéart som beskrevs av Alfred James Ewart och Bertha Rees. Prasophyllum suttonii ingår i släktet Prasophyllum och familjen orkidéer. Inga underarter finns listade i Catalogue of Life.